# أرييل فرنسيسكو رودريغيز
أرييل فرنسيسكو رودريغيز (بالإسبانية: Ariel Rodríguez) (27 سبتمبر 1989 في كوستاريكا - ) هو لاعب كرة قدم كوستاريكي في مركز الهجوم، شارك في كأس الكونكاكاف الذهبية 2017. وشارك مع منتخب كوستاريكا لكرة القدم. أما مع النوادي، فقد لعب مع ديبورتيفو سابريسا ونادي باثوم يونايتد وسانتوس دي جوابيلز ‏ وBelén F.C. ‏ ونادي بونتاريناس.

## وصلات خارجية
- أرييل فرنسيسكو رودريغيز على موقع قاعدة بيانات كرة القدم.إي يو (الإنجليزية)
- أرييل فرنسيسكو رودريغيز على موقع ناشيونال فوتبول تيمز (الإنجليزية)
- أرييل فرنسيسكو رودريغيز على موقع Soccerway.com (الإنجليزية)